# Nicolea koehleri
Nicolea koehleri är en ringmaskart som beskrevs av Maurice Caullery 1944. Nicolea koehleri ingår i släktet Nicolea och familjen Terebellidae. Inga underarter finns listade i Catalogue of Life.